# Sopa de miso
La sopa de miso (en japonès 味噌 汁, en hiragana みそしる i en romaji misoshiru) és un plat de la gastronomia japonesa que pot acompanyar qualsevol àpat del dia. Es tracta d'un brou anomenat dashi (出し), que es prepara tradicionalment amb algues kombu i flocs de bonítol sec (katsuobushi, 鰹節), al qual s'afegeix miso, una pasta fermentada que pot estar feta de soia, ordi o arròs. Tot i que la recepta bàsica consta de dashi i miso, sovint s'hi incorporen verdures i altres ingredients.
La sopa de miso ha esdevingut un plat icònic de la cuina japonesa, essent un element important de la cultura nipona i de la seva història. A més, pot tenir diversos beneficis per la salut gràcies al seu contingut en probiòtics i altres compostos.
El terme 'sopa de miso' en japonès es representa amb els kanjis 味噌 (miso), on 味 significa 'gust' i 噌 es refereix a la 'pasta de soia fermentada', i shiru (汁), que significa 'brou' o 'sopa'.

## Història

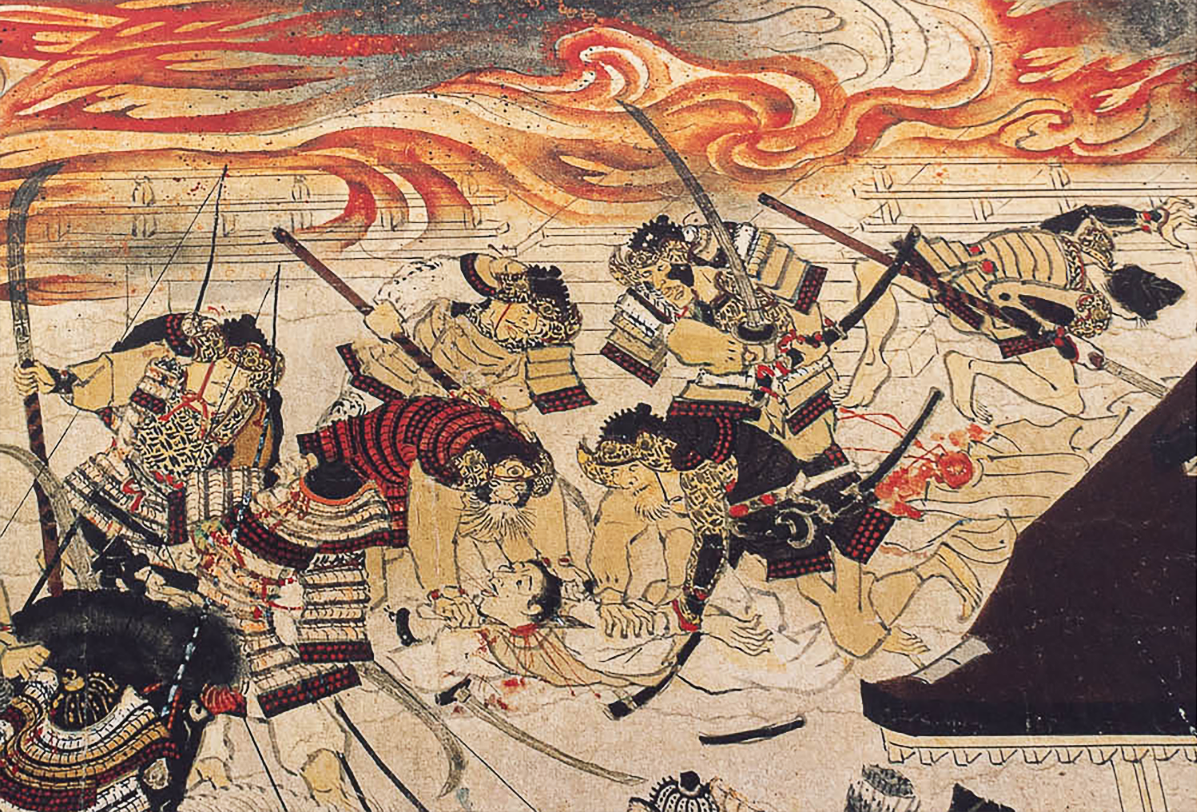
Quadre de samurais en batalla al període Kamakura

La primera vegada en què la paraula miso (味噌) apareix és en textos que daten el període Heian (784-1185). El seu origen està en discussió, donat que hi ha dues versions; es diu que la forma més antiga del miso anomenada kokusho (酷暑), soia i gra fermentat en sal, es va originar a l'antiga Xina i va ser posteriorment introduïda al Japó, mentre que d'altres asseguren que es va originar al Japó, donades les condicions càlides i humides del país.

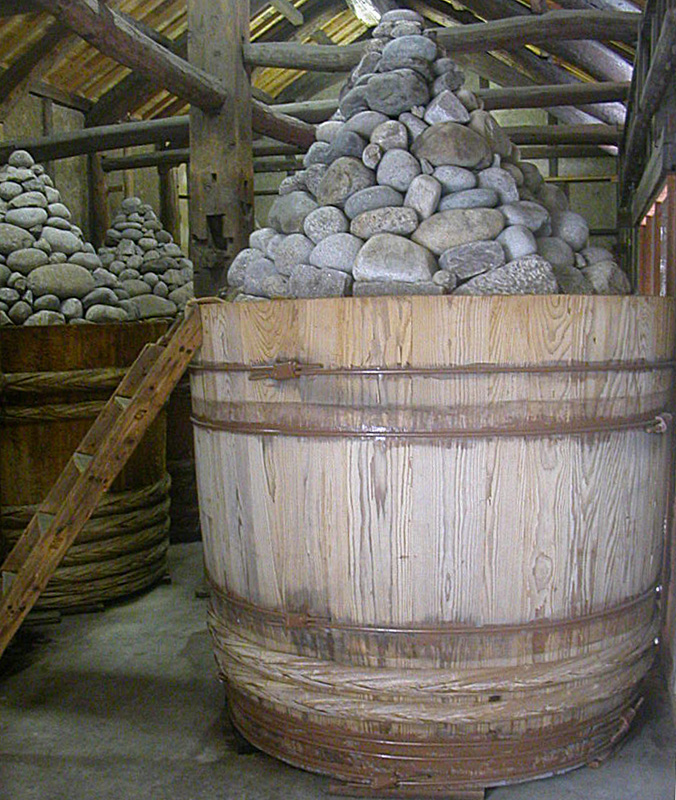
Màquina tradicional de Maruya Hatcho Miso, especialistes en miso des de 1337

Inicialment, el miso no era utilitzat com a ingredient, sinó que era un producte fermentat, que com molts altres, es va crear com a mètode de preservació (de la soia en aquest cas) i era menjat directament.
No és fins al període Kamakura (1185-1333), quan s'introdueixen els morters des de la Xina, que es crea la sopa de miso, fent una pasta dels grànuls per després dissoldre'ls en aigua. El plat es va tornar popular entre els samurais gràcies a la simplicitat de l'elaboració i el seu elevat valor nutricional, convertint-se en la base de l'àpat ichiju-ichisai (一汁一菜), que consisteix en un plat principal (generalment arròs), una sopa, un acompanyament.
Durant el període Muromachi (1336-1573) el miso i la sopa de miso arriben a la població amb l'increment de producció de la soia, i els grangers comencen a fer-lo a casa, creant molts dels plats que es consumeixen avui en dia al Japó. A partir del període Edo (1603-1867), la sopa de miso s'esdevé essencial pràcticament a totes les cases i la dieta japonesa.
Actualment, existeixen nombroses varietats, depenent de les regions del Japó les quals tenen cadascuna els seus propis ingredients i tipus de miso.
En els últims anys, al Japó hi ha hagut una disminució del 40% en el consum de sopa de miso, baixant de 700.000 tones el 1980 fins a 426.000 l'any 2013. Això és a causa dels canvis en la nutrició de la població japonesa per la influència de la dieta occidental.

## Ingredients i elaboració

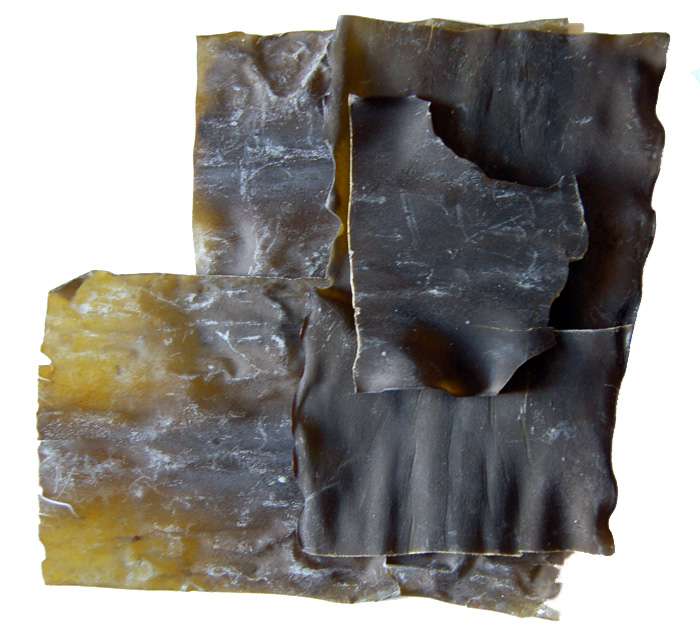
Alga kombu seca

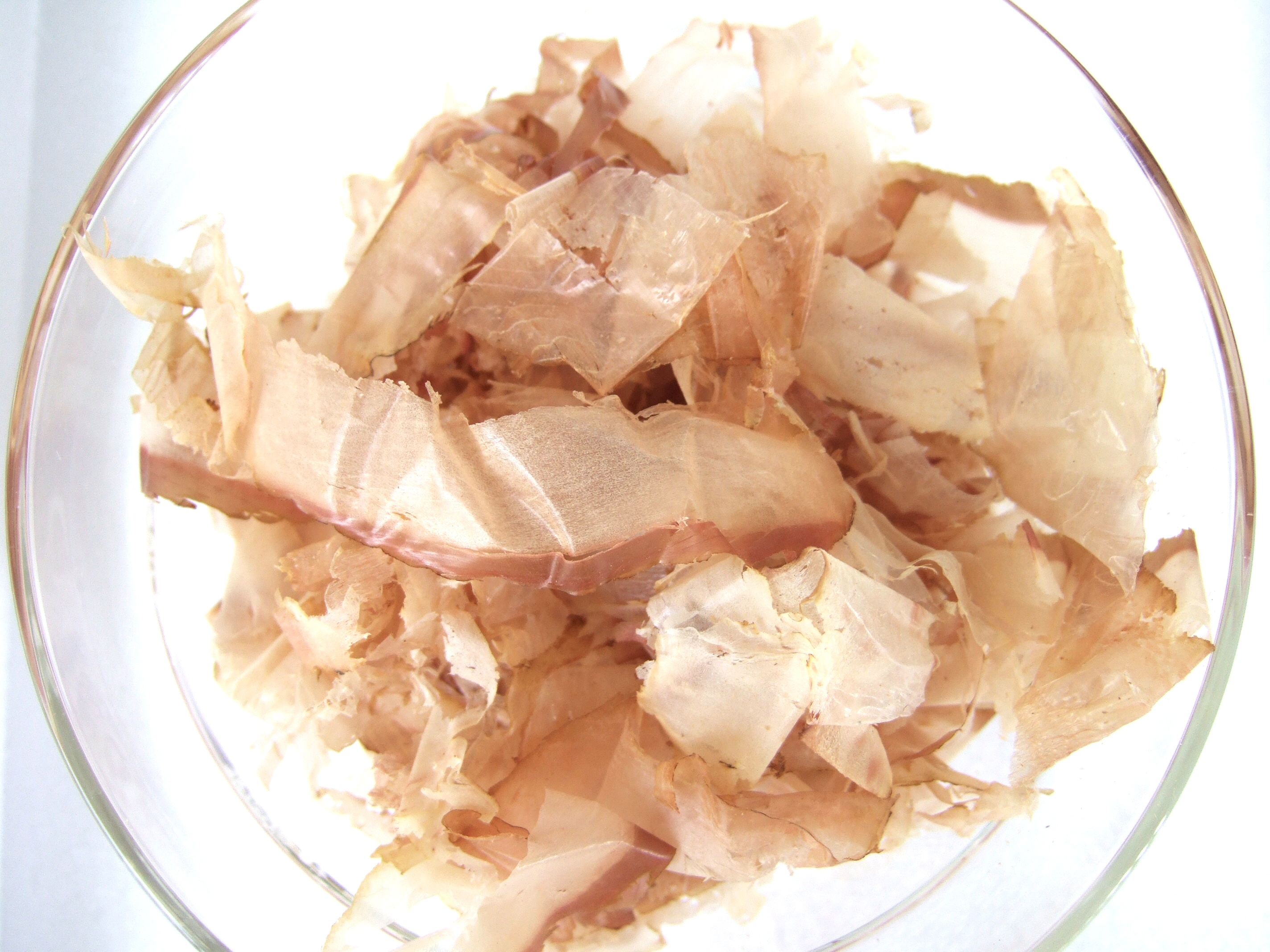
Katsuobushi

### Brou
El brou utilitzat per elaborar la sopa de miso, anomenat dashi, és un ingredient central a la cuina japonesa. Es tracta d'un brou versàtil, que fa de base de molts plats de la gastronomia nipona, no només de sopes, sinó també de salses i condiments. A més, és un ingredient important en altres plats, com l'oyakodon (親子丼), un bol de pollastre i ou bullit en dashi i servit sobre arròs). És altament estimat per ser una font de sabor umami.
La base del brou de la sopa de miso són les algues kombu (昆布), Saccharina japonica assecada al sol), molt riques, entre d'altres, en àcid glutàmic natural, aminoàcid que li confereix el sabor umami (comú en algues comestibles, com ara l'alga nori).
S'hi solen afegir, però, altres ingredients constituint així diferents tipus de brous anomenats genèricament dashi. Els ingredients típics del dashi de la sopa de miso, que s'afegeixen a les algues kombu (tots junts o només cadascun), són el niboshi (煮干), sardinetes deshidratades), el katsuobushi (鰹節), flocs de bonítol sec i fumat) i bolets shiitake (椎茸) assecats al sol.

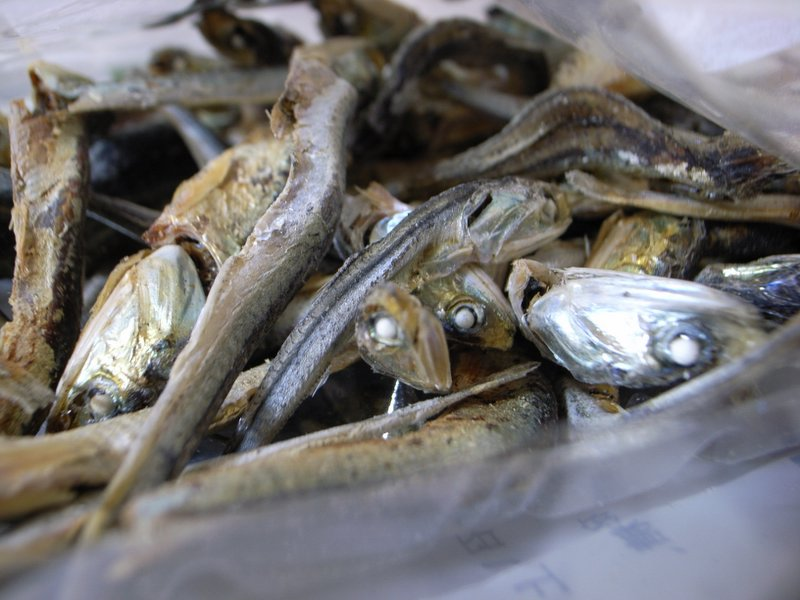
Niboshi

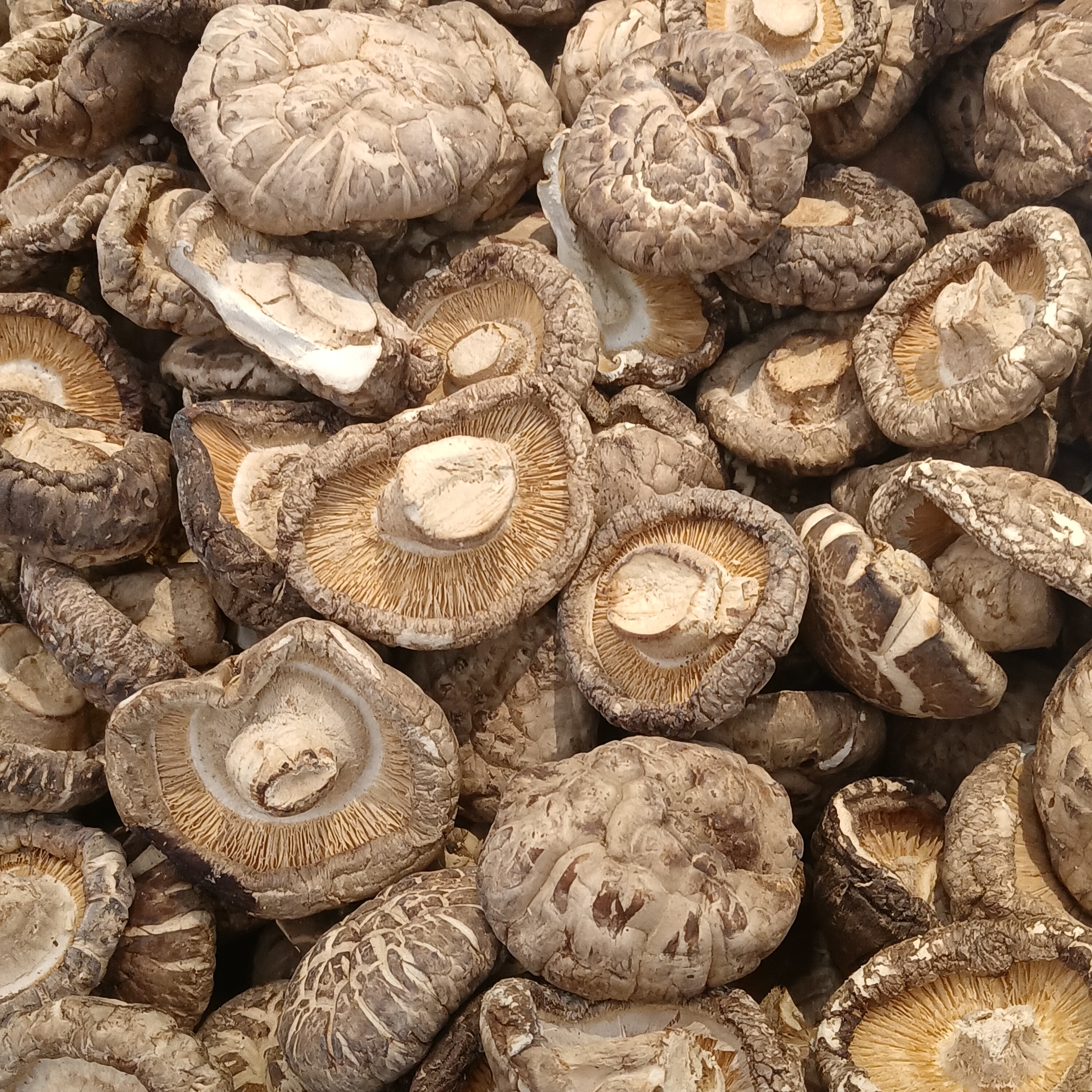
Bolets xiitake secs

Per la preparació del dashi, s'introdueix el kombu en aigua, i s'escalfa lentament fins a prop del punt d'ebullició. S'ha de tenir molt en compte de no bullir mai l'aigua on s'infusionen les algues, ja que fer-ho resulta en un gust amargant difícil d'emmascarar. Un cop infusionades les algues, es retiren i s'afegeix el katsuobushi (o altres ingredients ja mencionats), que es deixa infusionar amb el foc apagat. De nou, infusionar els flocs de bonítol amb aigua bullent pot resultar en sabors no desitjats.
A part dels ingredients ja mencionats, el dashi es pot infusionar amb ingredients aromàtics, com ara gingebre i all.

### Miso

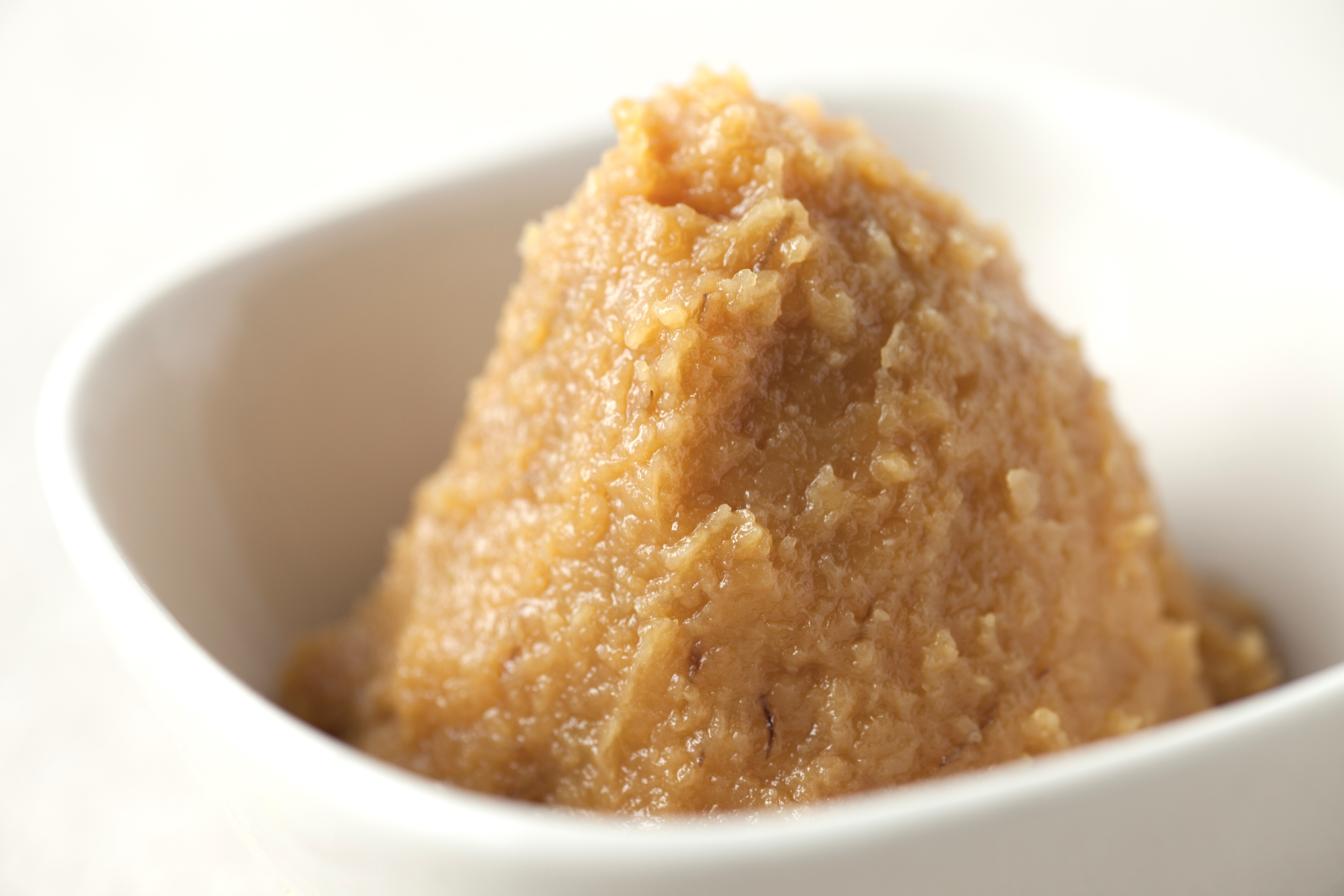
Shiromiso, o miso blanc

Per la preparació del miso, es bullen els grans d'arròs i soia. S'inocula el fong Aspergillus oryzae, conegut com a koji (麹菌), a una barreja d'arròs i ordi. Passats uns dies, es barreja la mescla de cereals i el fong amb la soia cuita i sal, i es fermenta en condicions càlides. L'acció dels enzims de A. oryzae juntament amb bacteris fermentadors, com ara del gènere Lactobacillus, atorguen al miso el seu gust i aroma característics, a més d'un baix contingut alcohòlic.

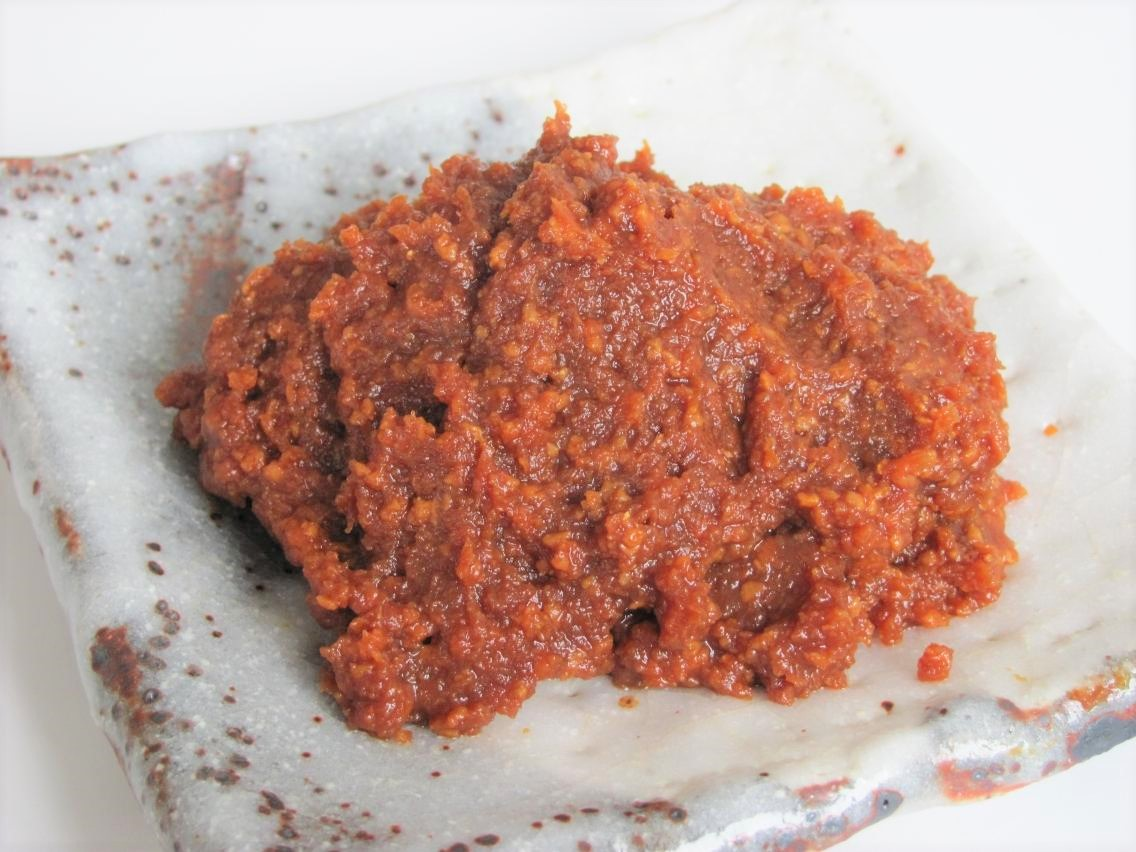
Akamiso, o miso vermell

L'elecció de la pasta de miso per a aquesta sopa defineix el seu caràcter i sabor. Aquest sabor prové tant de la fermentació com de diverses reaccions entre els seus components durant el procés de maduració.
Els misos es classifiquen segons el tipus de malta koji que s'utilitza i el temps de maduració. A més hi ha moltes varietats segons la regió, el temps de fermentació i els cereals que fan part de la composició de la pasta (com ara arròs i ordi). El miso blanc (shiromiso, 白味噌) és d'arròs salat i és tipic de la zona de l'est del Japó, aquest madura entre tres i sis mesos. També trobem el miso vermell (akamiso, 赤味噌), d'arròs salat vermell, molt comú en la zona del nord del Japó, es preparen amb arròs koji, i madura entre sis i dotze mesos.
Una altra varietat és el miso amb soia (sense cereals), conegut com a mamemiso (豆味噌) i popular a la regió central del Japó, es produeix amb koji de soia i el temps de maduració és el més llarg, dos anys, com és el cas del miso de Hatcho (八丁味噌).

### Preparació i altres ingredients

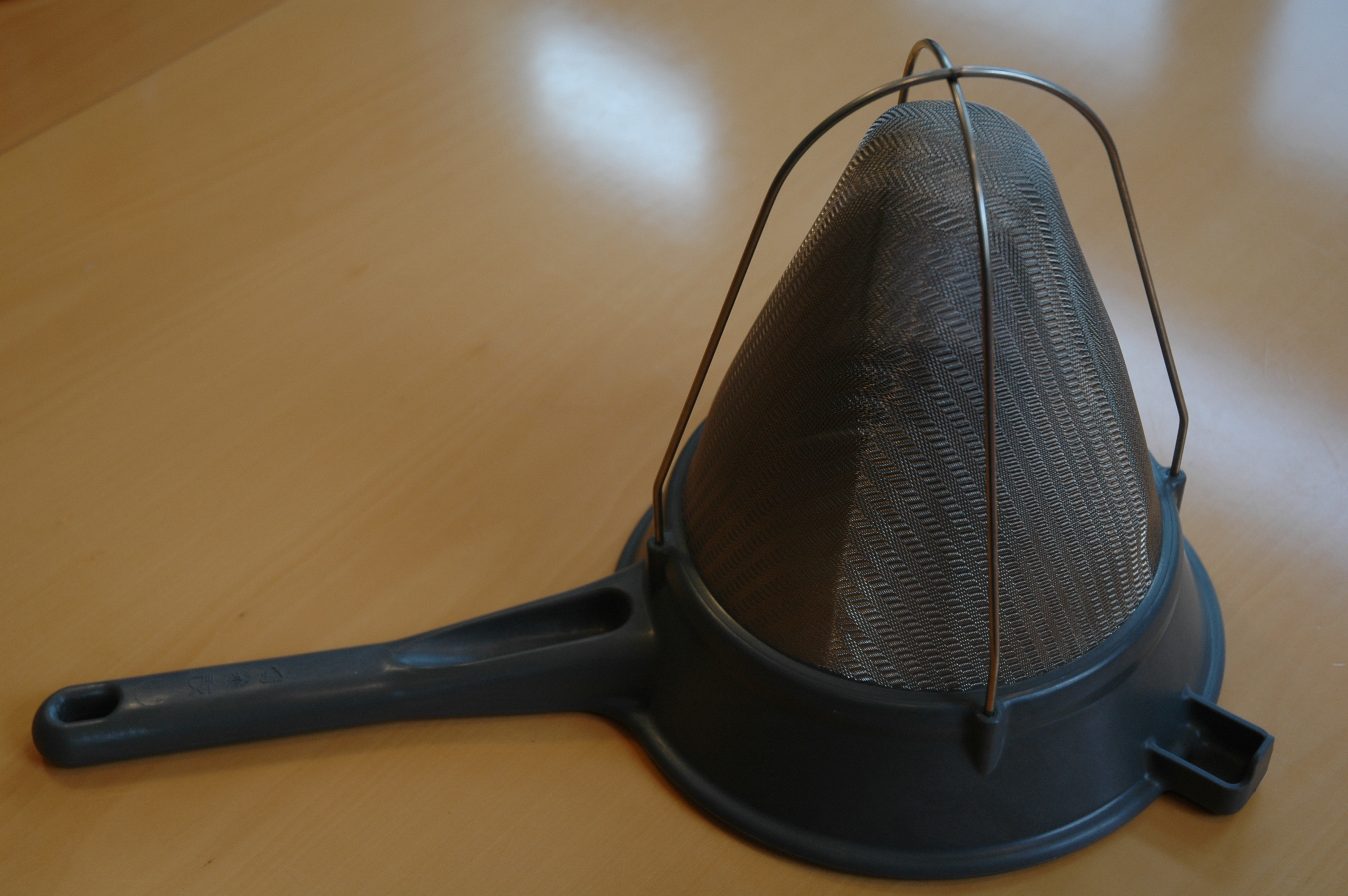
Colador cònic

La versió més bàsica de la sopa de miso, que es pot prendre per esmorzar, es basa en una o dues cullerades de la pasta, barrejades en una tassa d'aigua. Aquesta preparació es pot complementar amb salsa de soia, salsa picant o oli de sèsam per intensificar-ne el sabor.
La versió tradicional, com ja s'ha mencionat, es prepara amb dashi com a base. Habitualment, la sopa de miso s'acompanya amb diferents ingredients. Els ingredients més habituals per a adornar aquesta sopa són el tofu tallat en forma de petits daus, les algues wakame (若布) i verdures com la ceba tendra i el porro tallats finament.

Tot i això, hi ha una gran varietat d'ingredients que s'afegeixen a la sopa de miso, com ara arròs blanc, fideus, daus de salmó, gambes, espinacs, bolets, brots (brots germinats, brots de bambú, etc.) i làmines de verdures

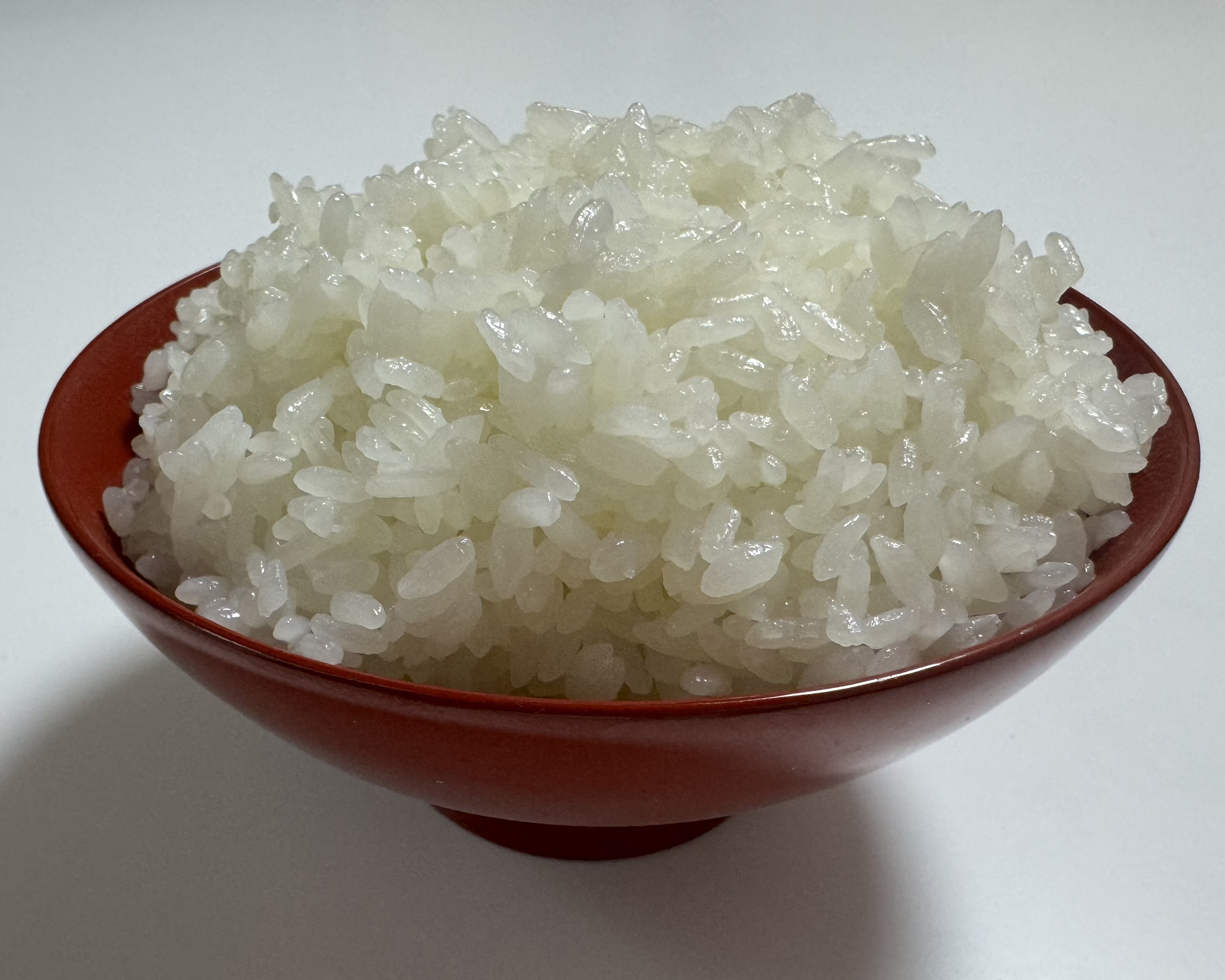
Arròs japonès
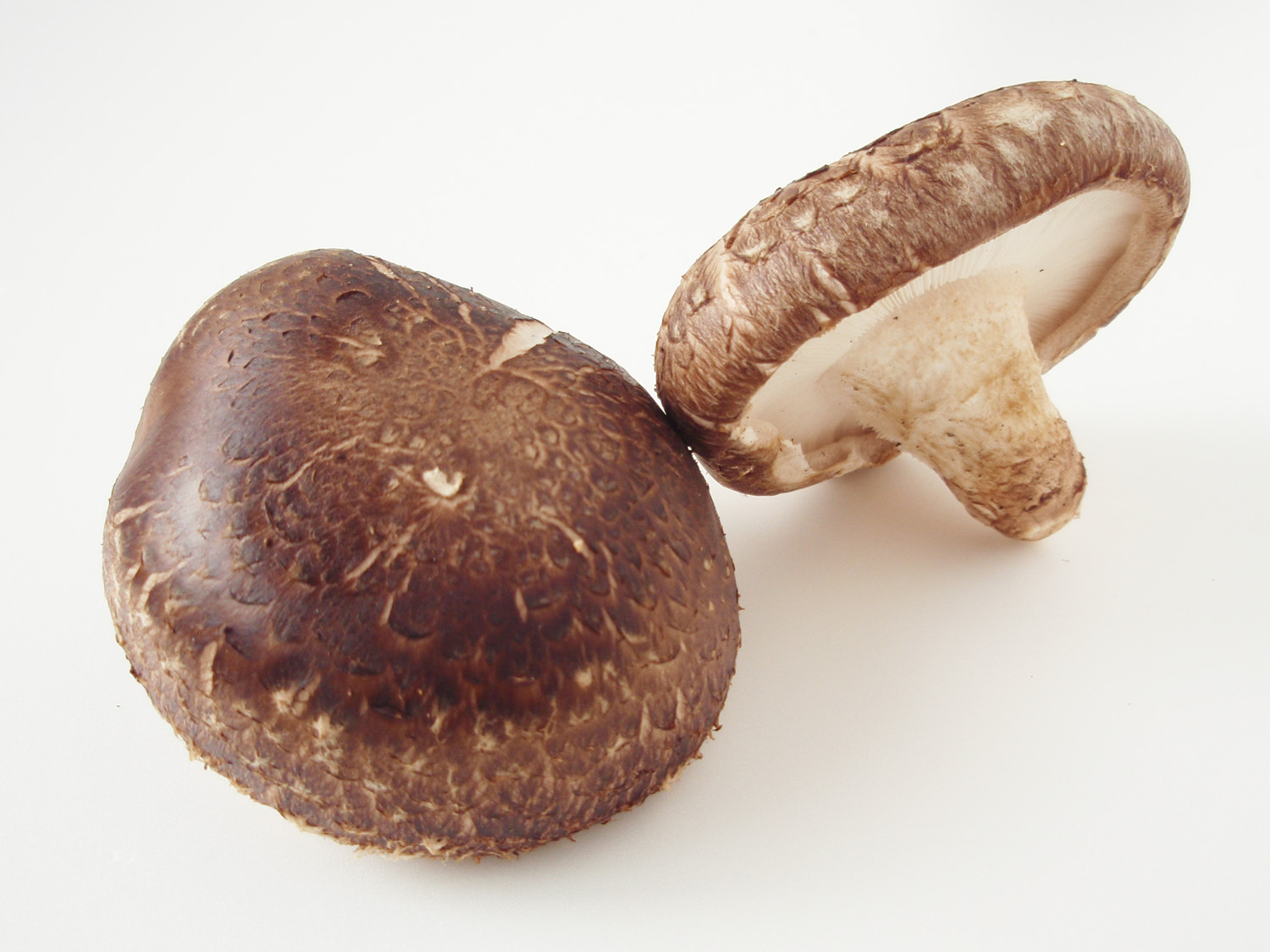
Bolets xiitake
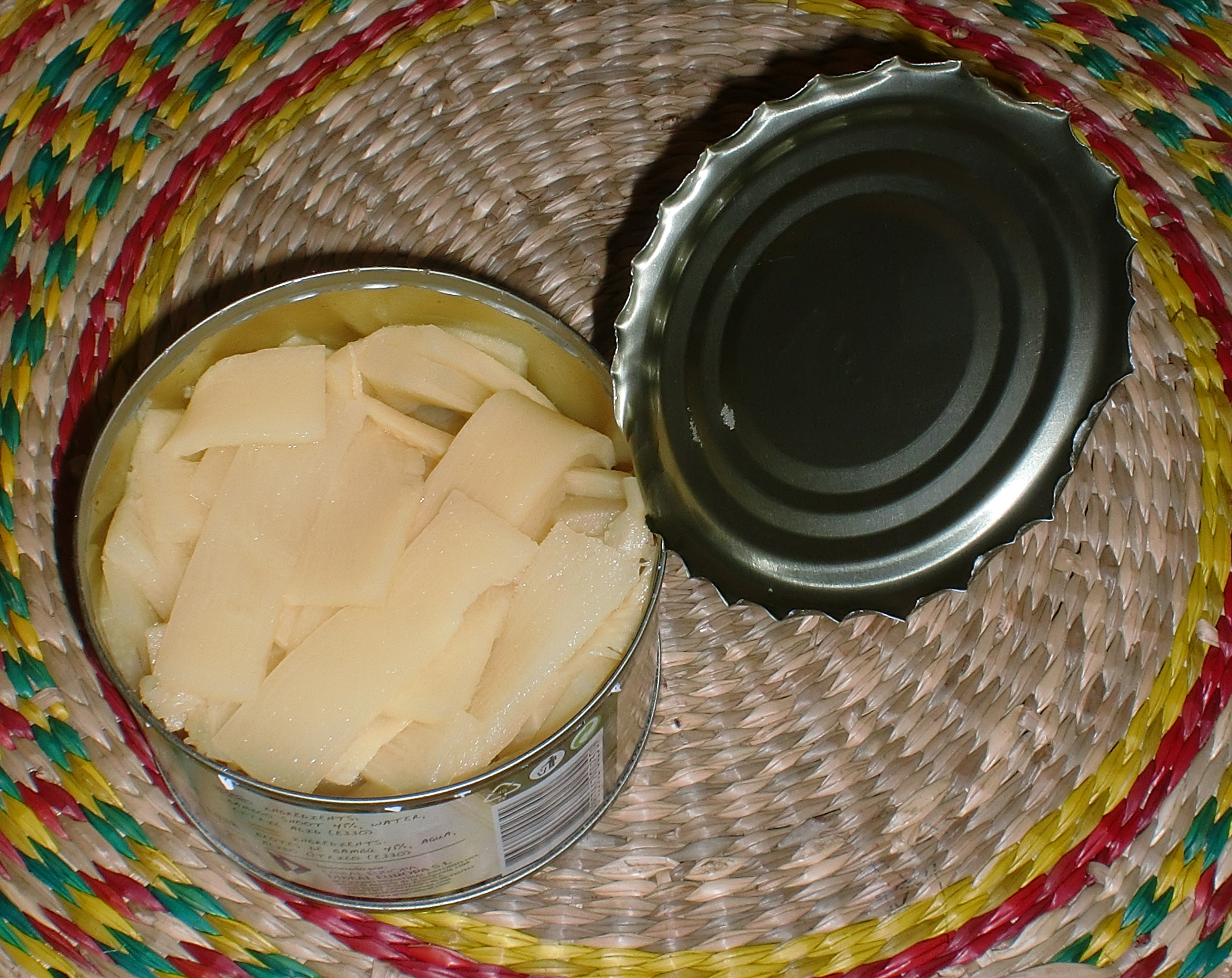
Brots de bambú enllaunats
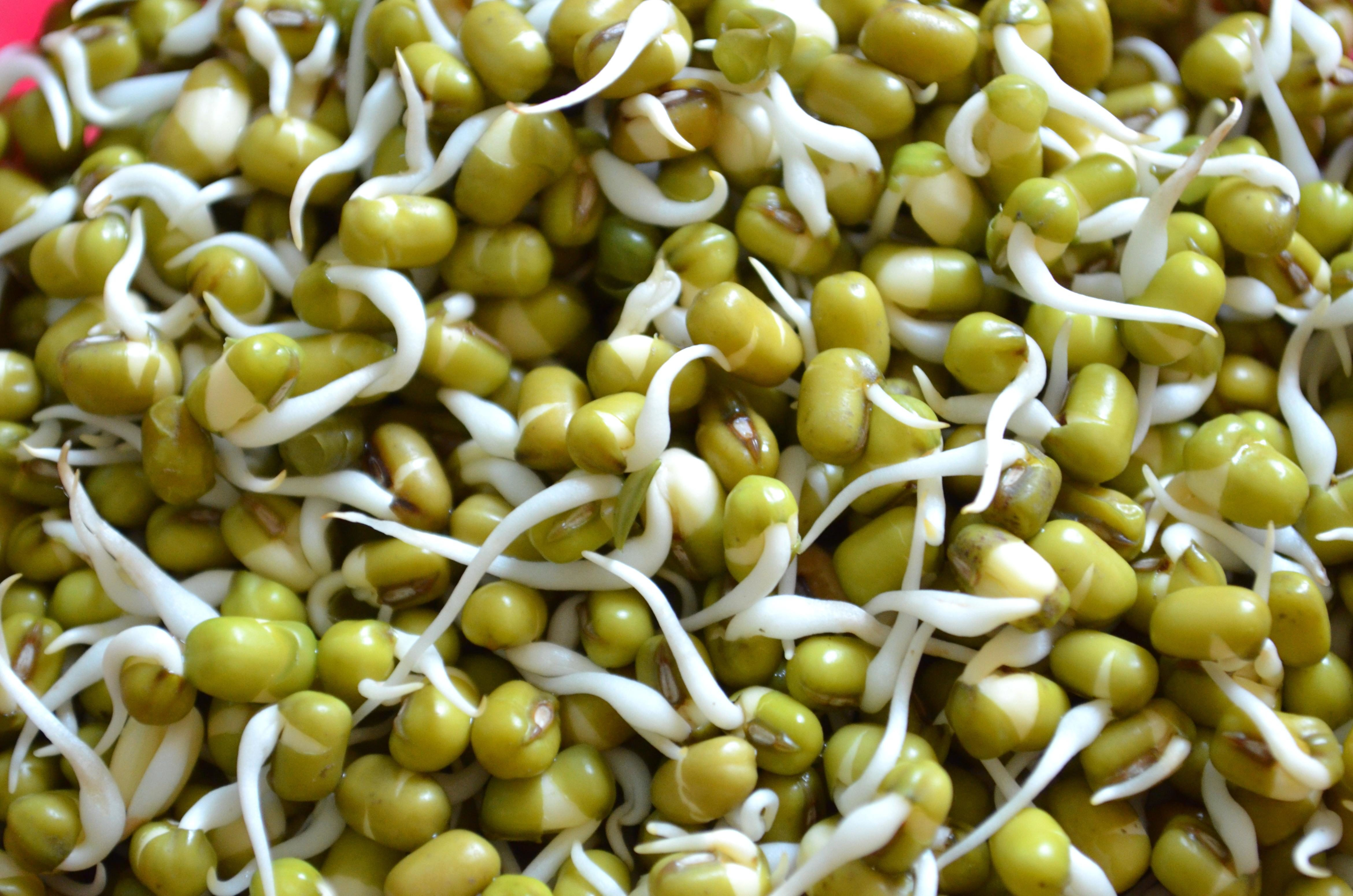
Brots de mongetes mung

### Eines
Tradicionalment, s'han utilitzat principalment dues eines per elaborar la sopa de miso. En primer lloc, un colador cònic, utilitzat freqüentment a la cuina japonesa, que permet dissoldre bé la pasta de miso per tal que no quedin grumolls a la sopa. També es pot utilitzar el colador habitual que s'utilitza a occident, més arrodonit.
A més, s'utilitza un bastó de fusta, semblant a la mà d'un morter, per dissoldre la pasta de miso contra el colador esmentat. Aquest morter també pot estar fet d'acer.

## Variants
La sopa de miso presenta centenars de variants diferents de la recepta base depenent tant dels ingredients utilitzats com de la regió del Japó de la que prové. Hi ha diferents classificacions de totes les combinacions d'ingredients possibles que pot adoptar la sopa de miso.

#### Regionals
Es pot classificar segons la localització geogràfica. Segons la regió es poden especialitzar en un tipus de sopa o un altre. Les sopes de miso més lleugeres i dolces són típicament de la regió central de Kansai (al centre del Japó), mentre que la sopa imbuïda amb civada i més pesada és més comú a la regió de Kyushu (més al sud del país). A la capital, Tòquio, i a la regió de Kanto es veu més la sopa a base de miso negre, més salada i saborosa.
A l'illa de Awashima, a la prefectura de Niigata, es prepara una sopa de miso única a base de peix anomenada Wappani (わっぱ煮). Aquesta regió es troba força aïllada de la resta del país, i tant la cultura com l'economia es basen en les tradicions pesqueres locals. Es prepara i serveix en un bol de fusta de cedre, on es col·loquen aigua, miso i peix fresc junt amb altres ingredients opcionals com ceba, tofu o altres vegetals i immediatament es deixa caure a la barreja una pedra bullint per escalfar-la a l'instant i mantenir també l'escalfor per un llarg període.

#### Estacionals
També es poden classificar les variants segons les quals siguin més populars cada estació, en dependència principalment de la combinació d'ingredients com vegetals, bolets o altres plantes com el bambú que siguin de temporada.
A la primavera se solen utilitzar verdures de temporada per preparar, per exemple, sopa de miso amb espàrrec, ceba i pernil cuit, o es poden reutilitzar sobres de festivitats com la d'any nou per preparar sopa de miso amb mochi. En general, es preparen sopes lleugeres, saboroses i calentes, com també pot ser la sopa de miso amb col i onsen tamago (温泉卵), un ou bullit de manera que l'exterior queda dur i l'interior tendre i poc cuit.
A l'estiu són més típiques les combinacions amb albergínies rostides, essent aquest un vegetal molt típic de la temporada. També és molt popular la sopa de miso freda o Hiyajiru (冷や汁), ja que pot incloure una gran varietat d'ingredients extra com cogombre, gingebre japonès (myoga, 茗荷), tofu o peix cuit. Per a les temporades més caloroses es prefereixen sopes que siguin refrescants i amb ingredients frescos.

Per a la tardor són molt populars les sopes amb diferents varietats de bolets, com poden ser amb nameko (なめこ), enoki (えのき茸) o shiitake. Es busca un sabor més dolç, cremós i acollidor pel començament de la temporada freda, també utilitzant ingredients com el moniato japonès (satsumaimo, さつまいも) o carabassa japonesa (kabocha, 南瓜).

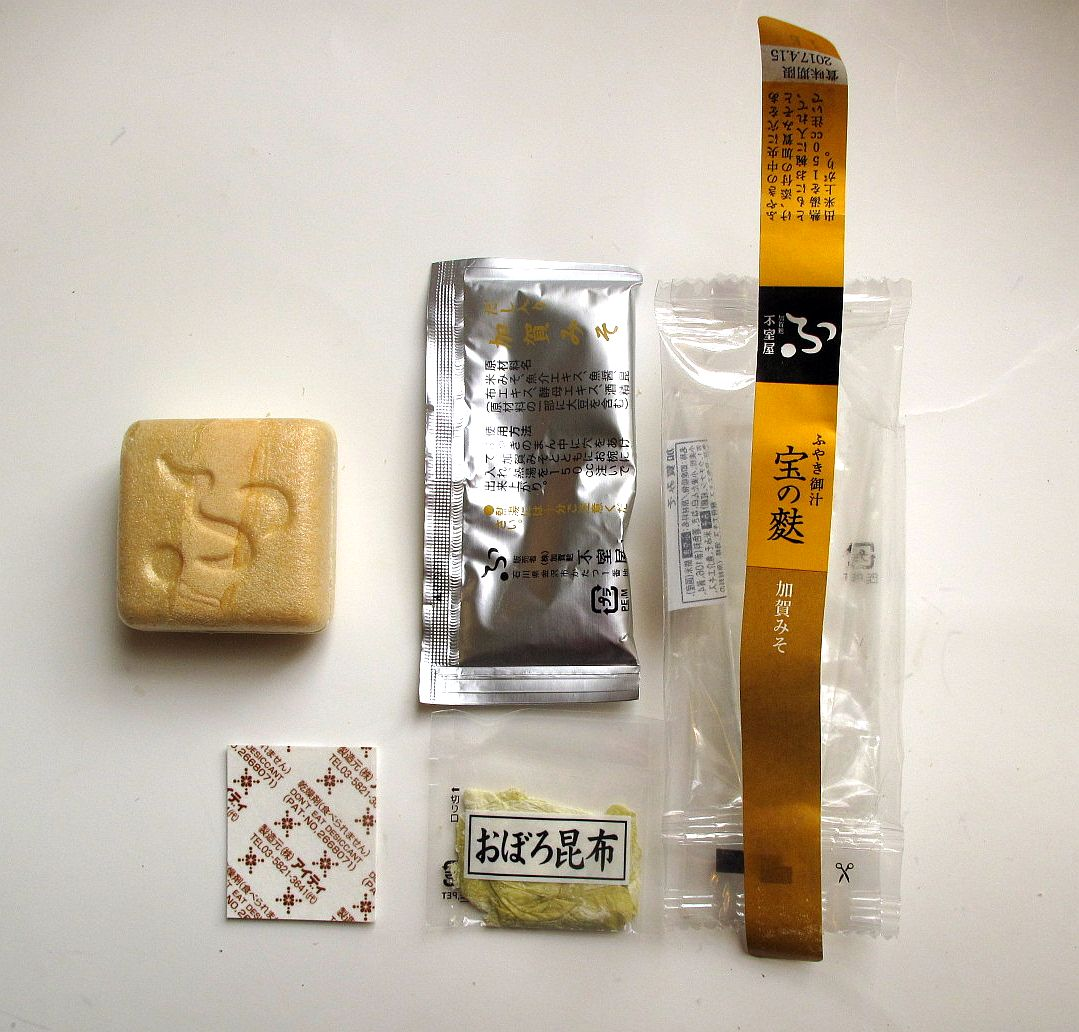
Ingredients dins d'un paquet de sopa de miso instantània

A l'hivern es prefereixen les sopes espesses, amb molts nutrients i que siguin calentes, com pot ser l'exemple de la sopa de miso amb porc i vegetals, amb espinacs i tofu o amb rave japonès (daikon, 大根) i tofu fregit, sent el rave un vegetal d'hivern molt utilitzat en la cuina japonesa en general.

#### Altres variants
També és rellevant mencionar la sopa de miso instantània, una nova variant que ha guanyat molta popularitat els últims anys a la societat japonesa, ja que permet preparar un plat de sopa de miso només amb l'addició d'aigua, i que s'allunya més dels costums i les tradicions que acompanyen la sopa de miso per adaptar-se més a l'atrafegat estil de vida japonès modern.

## Costums
L'impacte cultural de la sopa de miso va des de trobar-se en tota classe de rituals i cerimònies oficials fins a formar part del dia a dia de la població. Això últim és especialment notable en veure la importància que rep en la majoria de combinacions de plats japonesos, com a l'ichijû-issai (一汁一菜) o el que comunament es coneix com a "àpat senzill" o l'"àpat mínim més complet", que consisteix en una sopa, un bol d'arròs i un plat; o al ichijû-sansai (一汁三菜), que és la combinació més utilitzada actualment formada no per només un plat, sinó per tres.

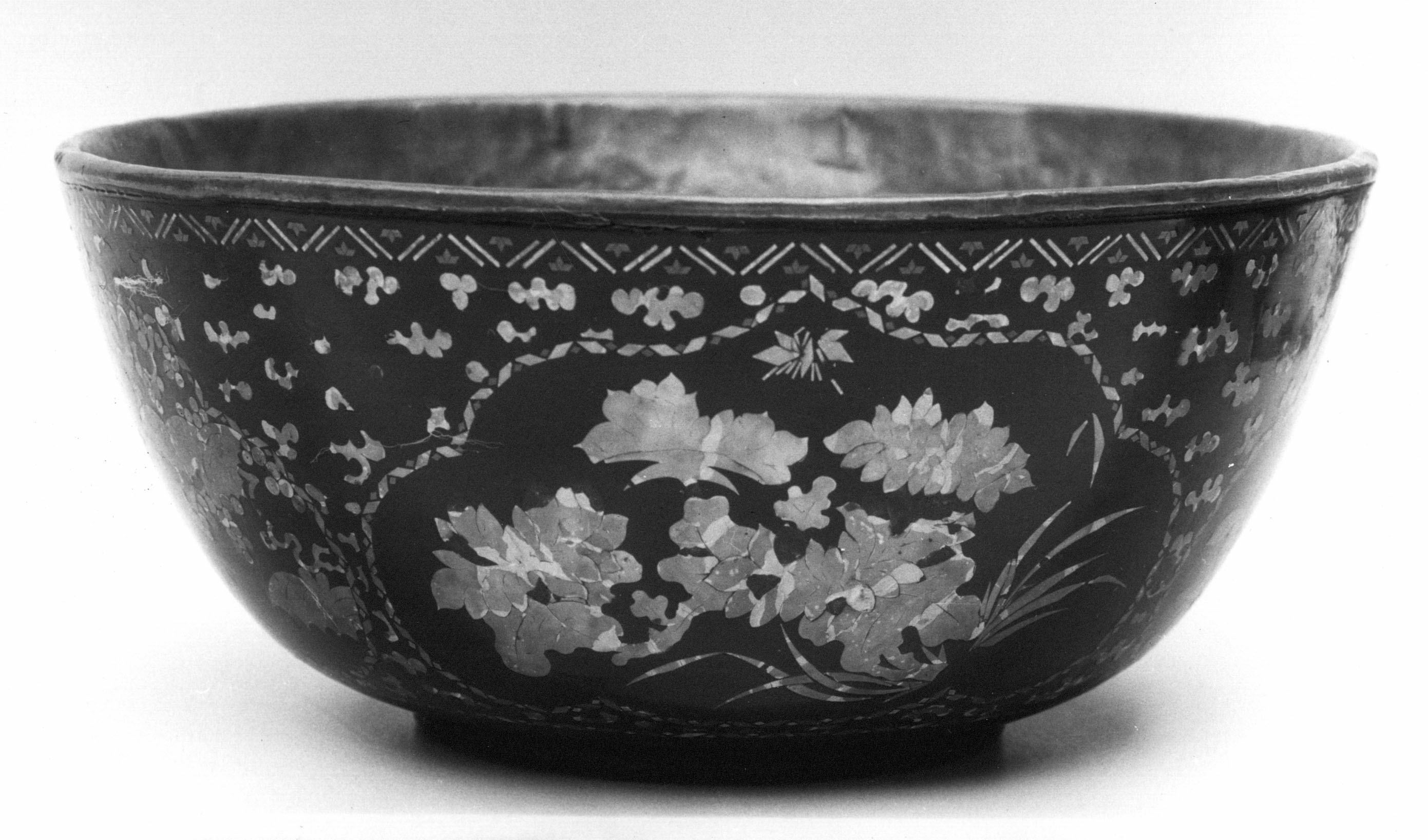
Bol de fusta lacada tradicional del segle XVII

Se serveix típicament en un bol de fusta lacada, mai en ceràmica, ja que així es manté molt millor la temperatura, però avui en dia moltes famílies la prenen en bols de plàstic que imiten aquesta fusta i són de més fàcil manutenció. Pot estar servida amb una tapa per preservar la temperatura o no, en dependència de la importància de l'esdeveniment i els convidats.
Aquest tipus de sopa es beu directament del bol (a diferència d'Occident on típicament es menja amb cullera i/o altres vaixelles), i els continguts sòlids es mengen amb bastonets.

## Influència en la cultura popular

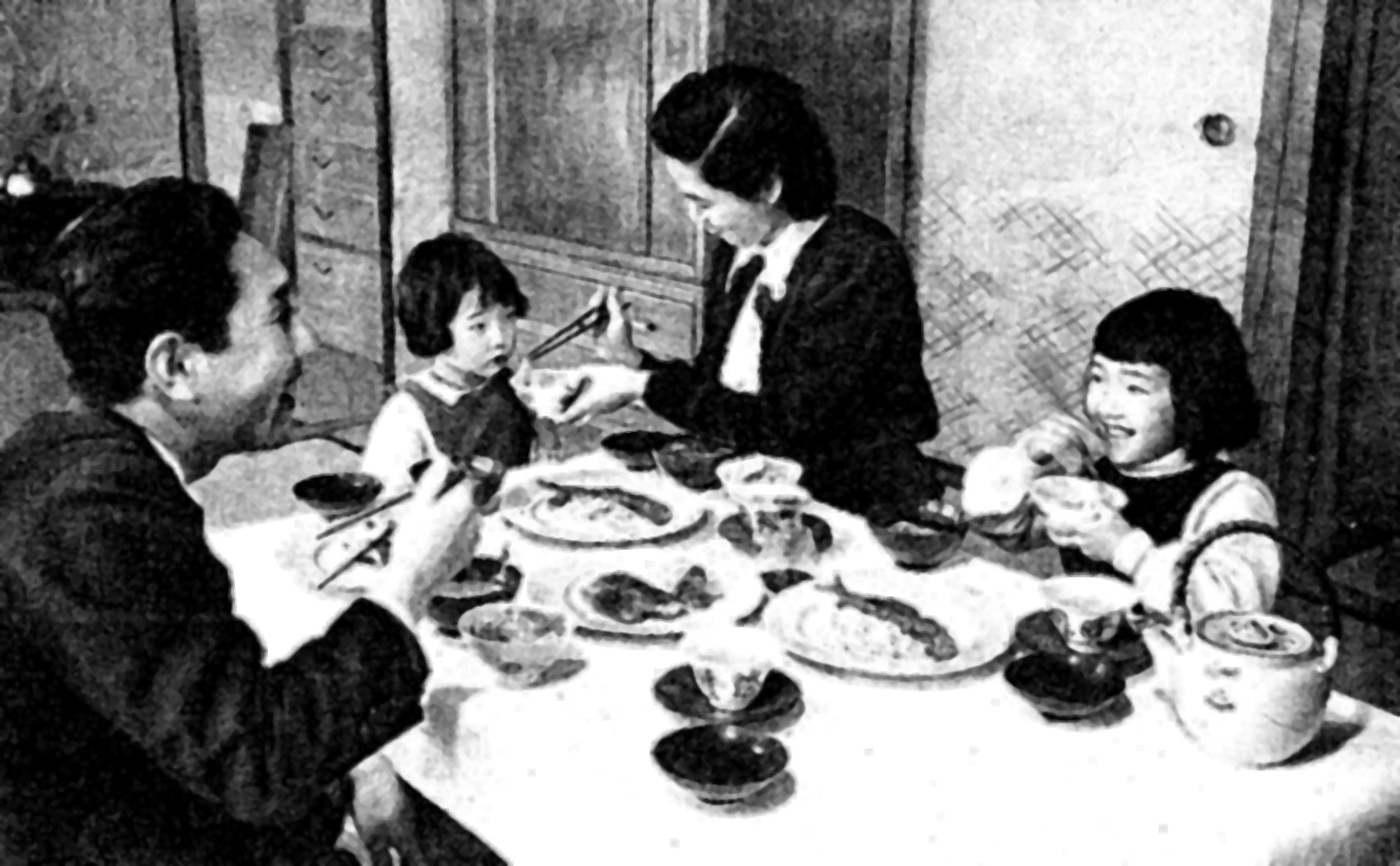
Àpat familiar japonès

La sopa de miso ha esdevingut un símbol de la cultura japonesa, i la seva presència és notable en diversos mitjans de la cultura popular, com ara l'anime, el cinema, la literatura i la música. La seva aparició en produccions culturals busca reflectir la quotidianitat japonesa o connectar amb elements tradicionals d'aquesta societat.

### Anime i manga
En l'anime i el manga, la sopa de miso apareix recurrentment com a aliment primordial de les llars japoneses, estretament relacionada amb la vida quotidiana i familiar. A pel·lícules conegudes, com ara El meu veí Totoro (1988) d'Hayao Miyazaki i Studio Ghibli, la sopa de miso es presenta en una escena en què la Mei i la Satsuki comparteixen un menjar tradicional japonès amb el seu pare. En el El Viatge de Chihiro del mateix autor i productora, també podem trobar sopa de miso al banquet al principi del film. Així mateix, al ser un element tant bàsic en la gastronomia del Japó, també podem trobar la sopa de miso en manga i anime de cuina, com Shougeki no Soma, on l'estudiant de cuina Megumi Tadokoro cuina una sopa de miso Kusudama, una reinterpretació de la sopa de miso tradicional.

### Cinema i sèries
La sopa de miso també apareix en pel·lícules internacionals i japoneses per a il·lustrar la cultura japonesa. En el film Lost in Translation (2003), dirigit per Sofia Coppola, es mostren els protagonistes gaudint d'un esmorzar tradicional japonès que inclou sopa de miso, la qual cosa transmet l'estima que senten pels costums locals. També trobem sèries, com ara La Cantina de Mitjanit: Històries de Tòkio de Netflix, on la sopa miso es serveix de forma regular, particularment deixant-se veure a la introducció.

### Literatura i música
En l’àmbit literari, la sopa de miso és esmentada en diverses obres, com les de l'autor Haruki Murakami, conegut per crear escenaris japonesos autèntics, on la sopa miso és un element essenial de les seves obres; és l'element que fa referència als records familiars i la nostàlgia de la llar. Així mateix es pot percebre en la cançó "Miso soup" del grup de J-pop Tegomass.

## Salut humana

### Taules nutricionals
Encara que cada fabricant pot oferir una recepta diferent de sopa de miso, a més de que hi ha variacions entre la sopa instantània i la fresca, a continuació es presenten dos exemples per tal d'observar el valor nutricional de l'aliment. A més, la sopa de miso, al contenir soia es caracteritza per ser rica en probiòtics, vitamines K, B (B2 i B12) i antioxidants.
Mentre la sopa de sobre és més pràctica i menys laboriosa, en general, la sopa de miso bàsica sol ser més calòrica i completa.
| Nutrient                   | Per una tassa (~250mL) |
| -------------------------- | ---------------------- |
| Energia                    | 59kcal                 |
| Proteïna                   | 5,8g                   |
| Greixos                    | 3g                     |
| Carbohidrats               | 3,5g                   |
| Fibra                      | 1,1g                   |
| Sucres totals              | 1.2g                   |
| Calci (Ca)                 | 139mg                  |
| Ferro (Fe)                 | 1.2mg                  |
| Potassi (K)                | 94.8mg                 |
| Sodi (Na)                  | 1071mg                 |
| Àcids grassos trans totals | 0g                     |

| Nutrient                   | Una porció (9,5g) |
| -------------------------- | ----------------- |
| Energia                    | 35kcal            |
| Proteïna                   | 5g                |
| Greixos                    | 0,998g            |
| Carbohidrats               | 2g                |
| Fibra                      | -                 |
| Sucres totals              | 0,998g            |
| Calci (Ca)                 | 34mg              |
| Ferro (Fe)                 | 0,998mg           |
| Potassi (K)                | 80mg              |
| Sodi (Na)                  | 730mg             |
| Àcids grassos trans totals | 0g                |

### Medicina tradicional japonesa
El Kampo o Kanpō (漢方薬) és la medicina tradicional xinesa adaptada al Japó que es basa en la utilització de mètodes tradicionals (com l'acupuntura) i d'herbes i drogues naturals per al tractament de diverses malalties, i que actualment es troba incorporat en el sistema de medicina moderna japonesa.
Més del 80% de doctors japonesos utilitzen mètodes propis del Kampo per ajudar al seus pacients amb dolències menors (com refredats), per a problemes associats amb la edat (dolor de genolls, dolor d'esquena, tinnitus...) o per a ajudar a reforçar el sistema immunitari en nens i adults. Una de les maneres més fàcils d'aplicar el Kampo al dia a dia és amb la dieta, afegint aliments com poden ser el gingebre, el shiso (紫蘇, herba medicinal) o el sansho (山椒, pebre japonés) en àpats que es prenen diàriament (com la sopa de miso) per millorar significativament el sistema immunitari.
Unes receptes molt recomanables serien la sopa de miso amb shiso, calçot i gingebre per als refredats o la sopa de miso amb cloïsses i algues laminarials per als problemes renals.

### Beneficis per a la salut
La sopa de miso és un plat molt important a la dieta budista, una de les religions més prevalents del Japó. La seva dieta es compon de 3 plats: un bol d'arròs, un plat d'acompanyament i una sopa. Aquesta sopa sol ser de miso, amb verdures. Malgrat que algunes organitzacions recomanen aquesta dieta per malalts de càncer, no s'ha demostrat que aquesta dieta pugui tenir cap benefici per a aquests pacients. De fet, la falta d'algunes vitamines, de calories i d'elements com calci i ferro, la poden fer perjudicial.Malgrat això, la sopa de miso sí que pot tenir diversos efectes positius en la salut.
L'any 1930, Minoru Shirota, un microbiòleg japonès, va proposar que el consum de diversos aliments podien impedir que els habitants japonesos emmalaltissin. Aquests aliments eren els que tenen microorganismes vius, els probiòtics, organismes no patògens que equilibren l'aparell digestiu. Els principals productes que contenen aquest tipus de microorganismes són els aliments fermentables. La sopa de miso pertany aquest grup d'aliments, ja que està feta amb soia fermentada. Aquests probiòtics poden tenir efectes positius davant casos de diarrea, gastroenteritis, síndrome de l'intestí irritable, càncer, sistema immunitari, etc.
Per la producció de miso és necessari dur a terme dues fermentacions. La comunitat de microorganismes formada durant la fermentació permet que l'aliment sigui ric en nutrients i de fàcil digestió. A més, li confereix una acció laxant i propietats antitumorals. La segona fermentació que s'ha de dur a terme es fa gràcies a llevats i bacteris. Aquestes comunitats microbianes permeten donar gust, textura i un perfil nutricional característic a la pasta de miso.
Diversos estudis donen suport a què gràcies a la fermentació de la proteïna de soia el miso ofereix efectes beneficiosos en la reducció en la resistència a la insulina i pot prevenir els casos de diabetis tipus 2. Tot i això, la recerca és escassa i les conclusions no són gaire sòlides.
Un altre efecte potencialment beneficiós de consumir sopa de miso és que pot actuar com un agent protector davant la radiació ionitzant, ja que gràcies al procés de fermentació de l’aliment pot ajudar a disminuir els danys cel·lulars causats per la radiació i el càncer. Durant la fermentació es generen compostos antioxidants i bioactius, com els polifenols, que permeten neutralitzar els radicals lliures i minimitzar l’estrès oxidatiu, que provoquen el dany a les cèl·lules. També és capaç d'eliminar els isòtops radioactius de l'organisme, com el iode-13 o cesi-134. Alguns especialistes recomanen el consum de sopa de miso per aquells treballadors que estan exposats a radiació continuada.

#### Beneficis sobre el sistema digestiu
El consum de miso s'ha relacionat amb la millora en malalties inflamatòries intestinals, ja que té capacitat de neutralitzar els lipopolisacàrids (LPS) de la superfície de diversos bacteris. Segons un antic conte japonès, el Honcho Syokkan (本朝食鑑), el miso pot ajudar a frenar la diarrea, curar infeccions a la sang i eliminar toxines causades per bacteris provinents del pollastre, el peix, la carn i les verdures. Es creu que la diarrea, en aquests casos, és causada per una toxina dels lipopolisacàrids, que produeixen bacteris intestinals humans, com Escherichia coli o Salmonella spp, i té la capacitat de ser perjudicial per als intestins.
A baixes dosis, el LPS pot inflamar la mucosa i altres teixits del cos humà. Es creu que la capacitat de la sopa de miso de neutralitzar el LPS pot ajudar a prevenir inflamacions del sistema intestinal i la diarrea associada. Molts investigadors recomanen consumir sopa de miso a diari degut a aquesta capacitat de neutralització.
Addicionalment, s'ha observat que el miso envellit durant dos anys sembla tenir una capacitat encara més alta per neutralitzar el LPS. Experiments amb nitrogen soluble han mostrat que aquesta activitat neutralitzadora pot estar relacionada amb determinades proteïnes de la pasta de miso. Es tracta de proteïnes o pèptids hidrofòbics que semblen ser els responsables d'aquesta propietat.

#### Beneficis sobre la pressió arterial i el ritme cardíac
S'ha demostrat que el consum excessiu de sal està associat a un increment de la pressió arterial. Degut al procés de preparació de la pasta de miso, que inclou fermentar la soia amb grans quantitats de sal, es recomana a molts pacients reduir-ne el seu consum. Tot i això, diversos estudis han indicat que el consum de sal en forma de miso no té els mateixos efectes sobre la salut que el consum equivalent de sal en altres formes en la dieta. De fet, en assajos amb ratolins sensibles al sodi s'ha observat l'efecte contrari.
Si bé els resultats dels assajos en ratolins no són aplicables en humans, alguns assajos clínics han observat que el consum diari de miso no afecta la pressió sanguínia en pacients amb tensió normal o hipertensió en fase inicial.
A més, alguns estudis han demostrat que el ritme cardíac d'individus amb un consum regular de miso és més baix que el d'individus que rarament en consumeixen, particularment a l'hivern.
Finalment, s'ha observat que el consum de miso pot reduir l'activitat del sistema nerviós simpàtic (la seva activitat anormal està associada a la insuficiència cardíaca).
Tot i aquests possibles beneficis observats de la sopa de miso, calen més estudis sobre el seu efecte en l'organisme, especialment en individus fora del Japó que no segueixin una dieta japonesa, que inclou verdures, fruites i algues beneficioses, així com més informació sobre els seus efectes en pacients amb hipertensió en fase II i III.

### Seguretat alimentària
El consum de soia que no està degudament processada o està crua pot ser perjudicial per la salut, per culpa d'inhibidors de la tripsina, lectines i compostos que produeixen flatulències. Aquests compostos anti-nutricionals poden ser destruïts gràcies a una cocció adequada. Aquests problemes s’agreugen en nadons.
Després de la fermentació aquests compostos anti-nutricionals disminueixen 91% en soia i un 84% en farines de soia, reduint de problemes digestius. Tot i que no s’ha observat canvis significatius en els aminoàcids essencials després de la fermentació, es pot observar un augment de la treonina i l'àcid glutàmic, que afavoreixen a l’assimilació de proteïnes. Per això, aliments com la sopa de miso tenen un contingut ric en proteïnes i faciliten la digestió.
A més, en general els aliments fermentats comporten riscs per a la salut humana, ja que poden portar micotoxines, toxines bacterianes o amines biogèniques. A causa de la preocupació generada per la presència d'aquests compostos es van fer estudis al Japó que van permetre assegurar que no se sol detectar la seva presència en aliments com miso, el shoyu (salsa de soia) o el sake, perquè aquests utilitzen fongs fermentadors com Aspergillus oryzae, que no produeixen aflatoxines.
També podem trobar en aliments fermentats les ja esmentades amines biogèniques, que provenen de la descomposició de proteïnes. Aquests compostos s'han pogut trobar en la pasta de miso. La més alarmant és la histamina, ja que pot ocasionar reaccions al·lèrgiques si les temperatures sobrepassen els 15 °C. Diferents estudis han comprovat si la concentració aquestes amines estan per sobre dels nivells permisos en la sopa de miso, i es s'ha observat que la seva concentració pot variar en funció dels microorganismes presents. Per exemple, els bacteris Bacillus subtilis i Bacillus amyloliquefaciens s'han aïllat en diferents mostres de miso i són capaços de produir aquestes amines. La composició d'ingredients crus que podem trobar en la sopa de miso està directament relacionada amb els bacteris contaminants, perquè aquests aporten diferents precursors d’aminoàcids.

### Alternatives per a persones amb al·lèrgies i intoleràncies
Tot i que els ingredients de la sopa de miso poden variar, un dels components presents habitualment en el miso és conegut per causar al·lèrgies alimentàries a nivell mundial: la soia, que afecta entre el 0,2% i el 0,4% de la població mundial.

#### Alternatives sense soia
Entre aquestes es troben el miso d'arròs (kome miso, 米味噌), i el miso d'arròs integral (genmai miso, 玄米味噌), que té un sabor més ric i complex. També s'elabora miso amb altres llegums, com el miso de mongeta azuki (小豆), que ofereix una alternativa amb un sabor lleugerament més dolç, i el miso de cigrons, una opció especialment popular entre aquells que segueixen dietes sense soia o sense gluten.

##### Celiaquia i intoleràncies o al·lèrgies al gluten
Algunes varietats de miso poden incloure ordi, de manera que és important que les persones amb intolerància o al·lèrgia al gluten revisin l'etiquetatge abans de consumir el producte. El miso elaborat amb cereals sense gluten, com ara l'arròs o el mill, és apte per a persones celíaques, mentre que varietats com el mugi-miso, fet a base d'ordi, no ho són.

## Exportació
La sopa de miso ha arribat a molts altres llocs del món gràcies a la seva popularitat creixent en la gastronomia internacional. Aquest plat tradicional japonès s'ha adaptat a diferents cultures culinàries, i avui dia es pot trobar en nombrosos restaurants i llars fora del Japó. L'expansió global del miso, utilitzat com a ingredient principal en aquesta sopa, ha estat impulsada tant per l'interès en la cuina asiàtica com pels seus beneficis per a la salut.
Pel que fa a l'exportació de miso, el 1990 es van exportar unes 2.800 tones, per un valor aproximat de 670 milions de iens. L'any 2000, la xifra va augmentar a unes 5.800 tones, amb un valor d'aproximadament 1.160 milions de iens, i el 2010 va arribar a unes 10.000 tones, valorades en uns 2.000 milions de iens. El 2017, el volum d'exportació va incrementar fins a aproximadament 16.000 tones, amb un valor d'uns 3.330 milions de iens.